# Please Put Them On, Takamine-san
«Please Put Them On, Takamine-san» (яп. 履いてください、鷹峰さん, Haite Kudasai, Takamine-san, Одягни їх, Такаміне) — манґа, написана та ілюстрована Юїчі Хіірагі. Вона публікується Square Enix у Monthly Gangan Joker з січня 2019 року. Серія також видається в зібраних томах танкобон, які з квітня 2021 року англійською мовою публікує Yen Press. Аніме-телесеріал створений Liden Films, транслювався з квітня по червень 2025 року.

## Сюжет
Одного дня старшокласник Коуші Шірота застає президентку учнівської ради та шкільну мадонну, Такане Такаміне за переодяганням. Пізніше, коли він помічає, що вона отримала результат тесту в 98 %, вона знімає свої трусики і він бачить як вона знову отримує результат іспиту, але цього разу з ідеальним балом. Невдовзі вона протистоїть йому і розповідає, що має здатність перемотувати час, знімаючи свою білизну, яка потім зникає. Однак, оскільки він бачив її голою, він може подорожувати в часі разом з нею. Потім вона змушує його бути її «шафою», тобто замінювати її трусики на свіжі, куди б вона не пішла і не використовувала свою силу і зберігати все це в секреті від інших.

## Персонажі
Такане Такаміне (яп. 鷹峰 高嶺, Takamine Takane)
Сейю: Юріка Кубо
Головна героїня, президентка учнівської ради та шкільна мадонна, якою дуже захоплюються її однолітки. Вона здається ідеальною ученицею, але це тому, що вона має здатність перемотувати час, знімаючи предмет нижньої білизни, щоб виправити будь-які свої помилки. Вона набула цієї здатності в дитинстві, коли їй було так соромно, що вона обмочилася. Пізніше з'ясовується, що вона відчувала почуття до Коуші з їхнього дитинства, коли вони разом доглядали безпритульного кота в парку, якого Такане зрештою забрала додому. Хоча в школі вона схильна бути вимогливою, наодинці з ним вона поводиться більш жартівливо та кокетливо, стверджуючи, що Коуші — збочений незайманий, який фантазує про всілякі сексуальні ситуації за її участю.
Коуші Шірота (яп. 白田 孝志, Shirota Kōshi)
Сейю: Дайсуке Касуя
Головний герой, старшокласник, який стає «шафою» Такане, тобто він повинен замінювати її нижню білизну щоразу, коли вона її знімає. Він єдиний, хто бачив Такане голою, і тому може повертатися в часі щоразу, коли вона робить «перезапуск». Спочатку він робив це, бо не хотів бути звинуваченим у сексуальному насильстві над Такане. Незабаром він серйозно ставиться до свого завдання, щоб захистити її від збентеження, а пізніше розповідає читачеві, що тоді не усвідомлював її романтичних намірів.
Ері Еверґрін (яп. 絵梨依・エバーグリーン, Erii Ebāgurīn) / Ері (яп. エリ)
Сейю: Суміре Уесака
Подруга дитинства Коуші. У неї світле волосся, і вона працює моделлю-аматоркою. Вони дружили в початковій школі, але потім навчалися в різних середніх і старших школах. Пізніше вона приєднується до Коуші в тій самій підготовчій школі. Їй подобається проводити час з Коуші, що викликає ревнощі у Такане, але насправді вона лесбійка і має коханку. Вона трохи закохана в Такане через її великі груди. Вона одразу помічає, що Такане подобається Коуші, тому намагається їй допомогти.
Руріка Куросакі (яп. 黒崎瑠理香, Kurosaki Rurika)
Сейю: Мію Томіта
Молода дівчина, подруга Ері. Вона працює на півставки в сімейному ресторані.

## Медіа

### Манґа
«Please Put Them On, Takamine-san» написана та ілюстрована Юїчі Хіірагі. Серія публікується в журналі сьонен-манґи «Monthly Gangan Joker» видавництва Square Enix з лютневого номера 2019 року, який вийшов 22 січня 2019 року. Square Enix зібрала розділи в окремі томи танкобон. Перший том був опублікований 21 вересня 2019 року. Станом на 22 березня 2025 року опубліковано десять томів.
Yen Press почала публікувати її англійською мовою 6 квітня 2021 року, після оголошення про придбання ліцензії на їхній панелі на New York Comic Con у 2020 році.

#### Томи
| 1. «Be my closet» (яп. 私のクローゼットになって, Watashi no kurōzetto ni natte) 2. «Let me do it over until I'm Satisfied» (яп. 満足するまでやり直させて, Shinro no mitsutsuji sono go) 3. «Do you want to look or not?» (яп. 進路の三ツ辻 其の六, Manzoku suru made yarinaosa sete) | 1. «I want you to say it out loud» (яп. 声に出して言ってほしい, Koenidashite itte hoshī) 2. «Thank you» (яп. ありがとう, Arigatō) 3. «Don't be dull-be sensitive» (яп. 鈍感にならないで、敏感になれ, Donkan ni naranaide, binkan ni nare) |

| 1. «Give me something irreplaceable» (яп. かけがえのないものをください, Kakegae no nai mono o kudasai) 2. «A taste of first place» (яп. 1位の味, 1-I no aji) 3. «Start again, and when we get there...» (яп. もう一度始めて、そこに着いたら..., Mōichido hajimete, soko ni tsuitara...) | 1. «I don't want to do this over» (яп. もう一度やり直したくない, Mōichido yarinaoshitakunai) 2. «I want you to make me go meow, meow» (яп. ニャーニャー言わせて欲しい, Nyānyā iwa sete hoshī) 3. «Tell me your memories» (яп. あなたの思い出を教えてください, Anata no omoide o oshietekudasai) |

| - 13. «Takane-san the dream wife.» - 14. «Let me wash your back, darling.» - 15. «To a place you can't yet see.» - 16. «I want you to be ready.» | - 17. «Don't get the wrong idea.» - 18. «Why, you two seem awfully close.» - 19. «Let me return the favor.» |

| - 20. «Let me give you some advice.» - 21. «Let me overwrite that.» - 22. «Let me do it» | - 23. «Raise your hand.» - 24. «Listen to my friends story.» - 25. «I want you to make me say it.» |

| - 26. «Rainy days only make Shirota stronger.» - 27. «I'll give you a rehearsal.» - 28. «Just keep your eyes on me.» | - 29. «Hide the truth in your heart.» - 30. «Let me comfort you, Master.» - 31. «Don't make it so it never happened.» |

| - 32. «Let me give you a reading.» - 33. «Look carefully before answering.» - 34. «Let me see it with my Eternal, All-Seeing Eye.» - 35. «Let me do an experiment.» | - 36. «Do you want to see it or not?» - 37. «Do whatever you want.» - 38. «Get refreshed.» - 39. «Grant my wish.» |

| - 40. «Look carefully.» - 41. «You're possessive, aren't you?» - 42. «Eat the correct one.» - 43. «Show me what you're hiding.» | - 44. «Shirota-kun's determination.» - 45. «Don't get in the way.» - 46. «So you've noticed, Shirota-kun.» |

| - 46.5: «A few days after that…» - Bonus Chapter: «Prez's finest clothing.» - 47. «You're fired.» - 48. «Gimme headpats.» | - 49. «Tell me your type.» - 50. «What's all this about?» - 51. «I want to ask you something.» |

### Аніме
Аніме-телесеріал був анонсований 2 серпня 2024 року. Його виробництвом займається Liden Films, режисером є Томое Макіно, Ю Сато відповідає за сценарій та його написання, Рьо Ямаучі та Мая Іто розробляють дизайн персонажів та є головними режисерами анімації, а Такеші Накацука пише музику. Серіал транслювався з 2 квітня по 18 червня 2025 року на AT-X та інших мережах. Початковою піснею є «Baby Baby Baby» у виконанні Масамі Окуї та Bonjour Suzuki, а завершальною піснею є «Hightail it» у виконанні Макото Фурукави. Crunchyroll транслює серіал.

#### Серії
| № серії | Назва серії | Режисер(и)      | Режисер(и) анімації | Оригінальна дата показу |
| --- | --- | --------------- | ------------------- | ----------------------- |
| 1 | «Стань моєю шафою» Транслітерація: «Watashi no Kurōzetto ni Narinasai.» (яп. 私のクローゼットになりなさい。)                                            | Томое Макіно    | Томое Макіно        | 2 квітня 2025           |
| Такане Такаміне захоплюються за її успіхи в навчанні та спорті і її обирають президентом учнівської ради. Коуші Шірота, з іншого боку, — повна ніхто. Одного разу, коли Шірота ховається у підсобці спортзалу, заходить Такаміне і змінює свій бюстгальтер і хлопець бачить її груди. У класі він стає свідком того, як Такаміне знімає трусики, отримавши 98 балів на іспиті. Раптом у неї стає 100 балів і, здається, Шірота єдиний, хто пам'ятає, що сталося. Пізніше Такаміне демонструє, що, знімаючи білизну, вона отримує здатність змінювати минуле. Через те, що він бачив раніше, Шірота отримав здатність сприймати її зміни. Єдиним недоліком є те, що будь-яка знята нею білизна зникає. Тому вона вимагає, щоб Шірота став її шафою, носив для неї запасну білизну та допомагав їй переодягатися непомітно для інших. Коли Шірота намагається відмовитися, Такаміне кричить, що він її домагається. Щоб уникнути арешту, Шірота змушений присягнути їй у вірності. Задоволена Такаміне використовує свою силу, щоб скасувати своє звинувачення. | |                 |                     |                         |
| 2 | «Доки не буду задоволена, я перероблю це.» Транслітерація: «Manzoku Suru Made Yarinaosa Sete.» (яп. 満足するまでやり直させて。)                         | Йошінобу Касаї  | Масайоші Нісіда     | 9 квітня 2025           |
| Такаміне наполягає, щоб Шірота завжди носив із собою сумку з білизною. Під час уроку Такаміне вирішує, що їй не сподобалося, як вона продекламувала вірш, знімає трусики та декламує його знову, щоб це співпало з ефектним поривом вітру у вікно. Шірота панікує, бо мусить непомітно натягнути на Такаміне нові трусики прямо під час уроку. Вона кидає на підлогу гумку, даючи йому привід стати перед нею на коліна, щоб ніхто не помітив. Однак незабаром він розуміє, що не до кінця натягнув трусики. Вчитель просить учнів зібрати папери, тож питання часу, коли Такаміне доведеться встати. Шірота швидко сам збирає папери Такаміне та підштовхує трусики вгору коліном, заставши її зненацька. Наприкінці дня вона вітає його з успіхом, припускаючи, що він старався, бо хоче бути єдиним, кому дозволено бачити її білизну. Потім Шірота запитує про шум, який вона видала раніше, але вона сердито це заперечує. Пізніше того ж вечора Такаміне розглядає можливість використання більш ризикованих трусиків, але вирішує, що Шірота ще не готовий до них. | |                 |                     |                         |
| 3 | «Я хочу, щоб ти насолоджувався найкращим» Транслітерація: «Ichiban Ii no o Ajiwatte» (яп. 一番イイのを味わって)                                         | Казуя Фуджісіро | Манабу Юкава        | 16 квітня 2025          |
| Шірота збентежений, коли Такаміне активує свою здатність, аж поки не розуміє, що це сталося через те, що він ледь не дозволив їй вийти з класу без його допомоги. Невдовзі Шірота падає зі сходів після відповіді Такаміне на його реакцію, коли він підглядав за нею. Зрештою він прокидається, і Такаміне зізнається, що трохи поважає його за чесність. Пізніше Такаміне тренує його біговий клуб і використовує свої сили, щоб допомогти йому пробігти дистанцію менш ніж за 30 хвилин, що сталося лише тому, що Шірота не хотів, щоб інші бачили, що в неї під спідницею. Він так задоволений, що випадково йде додому з сумкою білизни Такаміне. Вона пише йому повідомлення, нагадуючи, що в сумці також її спортивний бюстгальтер, і дражнить його пікантними фотографіями, де вона бігає підтюпцем без бюстгальтера. Спочатку він не надає цьому значення, поки не розуміє, що вона може опинитися в потенційній небезпеці. Такаміне, яка до цього жартувала, приємно здивована, коли Шірота приходить до неї, бо хвилювався за неї. Вона рада, що може на нього покластися, а Шірота незвично щасливий, що він єдина людина у світі, якій вона довіряє. | |                 |                     |                         |
| 4 | «Не будь тупим, будь кмітливим.» Транслітерація: «Donkan Shinaide, Binkan Shite.» (яп. ドン感しないで、ビン感して。)                                    | Йошінобу Касаї  | Масайоші Нісіда     | 23 квітня 2025          |
| Шірота збентежений, чому Такаміне повернула час назад під час запливу, який вона вже виграла, щоб виграти його знову. Коли він запитує, як вона це зробила, вона грайливо показує, що зняла одну з наліпок на соски, які носила. Такаміне бере Шіроту на шопінг нижньої білизни та вимагає, щоб він вибрав для неї. Почувши його пояснення, чому він обрав блакитні трусики, таємно щаслива Такаміне тягне його до ще одного магазину білизни. Наступного дня у Шіроти піднімається температура, тому Такаміне відводить його додому, щоб доглядати за ним. Побачивши, що її дражнилки засмутили його, вона повертає час назад, щоб скасувати це. Потім вона знову повертає час назад, знімаючи бюстгальтер, цього разу переконавшись, що скористалася дезодорантом після уроку фізкультури, і лягає з ним у ліжко, щоб поділитися теплом тіла. Шірота здивований тим, наскільки затишно він себе почуває. Напівсонний він запитує, чому вона іноді така добра до нього. Такаміне згадує своє самотнє дитинство, поки не зустріла Шіроту, який допоміг їй врятувати осиротіле кошеня, яке вона досі має. Її також засмучує те, що він досі не розуміє, що є для неї особливим. | |                 |                     |                         |
| 5 | «Я хочу, щоб це кошеня замуркотіло, нявкнуло.» Транслітерація: «Anata ni Nyan Nyan sa Sete Hoshii Nyan.» (яп. あなたにニャンニャンさせてほしいニャン。) | Цунео Сузукі    | Масайоші Нісіда     | 30 квітня 2025          |
| Шірота розуміє, що не закінчив кілька завдань. Протягом дня він помічає, що Такаміне відмовляється використовувати свою силу, хоча це її виснажує. Він наполягає, щоб вона щось переробила, щоб почуватися краще, і вона погоджується, але лише якщо він зніме з неї трусики. Щоб цього більше не сталося, Такаміне вирішує допомогти йому з літнім домашнім завданням. У неї вдома Такаміне хоче показати Шіроті свого кота Куро. Однак Куро немає, тому Такаміне одягає котячі вушка. Починається шторм, і Такаміне наполягає, щоб він залишився на ніч. Коли Куро повертається, Такаміне розчарована тим, що Шірота її не впізнає. Роздратована, вона використовує все мило, щоб він не міг прийняти душ, а потім сідає лише в рушник, щоб його подражнити. Шірота раптово згадує, як рятував кота з дівчиною, яка зізналася йому в коханні, але він не відповів їй. Він завжди хотів вибачитися, але так і не дізнався її імені. Такаміне відчуває надію, поки він не запитує, чи знає вона, хто ця дівчина. Коли вдаряє блискавка, Такаміне так лякається, що її рушник падає, і вона гола стрибає на Шіроту. Потайки вона рада мати привід обійняти його. | |                 |                     |                         |
| 6 | «Любий, дозволь помити тобі спину.» Транслітерація: «Anata, Osenaka Nagasa Sete.» (яп. あなた、お背中流させて。)                                        | JOL-chan        | Хіроюкі Фукусіма    | 7 травня 2025           |
| Такаміне пропонує їм із Шіротою зіграти в новоодружених. Шірота панікує, коли вона готує вечерю голою, тому вона дозволяє йому одягнути на неї трусики, але знімає їх знову, коли він спалює їжу. Потім вона дражнить його, пропонуючи злизати трохи рагу з неї. Після вечері Шірота шокований, коли Такаміне приєднується до нього у відвертому бікіні, щоб помити йому спину та волосся. Шірота намагається зробити так, щоб Такаміне не помітила його збудження, але зазнає невдачі, випадково схопивши її за груди. Побачивши це, Такаміне несподівано ніяковіє. Через кілька днів Шірота допомагає Такаміне патрулювати місцевий фестиваль, стежачи за поведінкою учнів. Такаміне зізнається, що під юкатою на ній немає білизни, і наполягає, щоб він одягнув її на людях. Такаміне кілька разів повертає час назад, щоб обшукати різні місця, але з кожним разом розчаровується все більше, бо вони нічого не знаходять. Зрозумівши, що вона часто шукає в місцях, де багато пар, Шірота замислюється, чи, можливо, вона чекає від нього зізнання і повертає час назад, щоб дати йому кілька можливостей. Після перегляду феєрверку він випалює, що вони прекрасні, що, здається, їй подобається, тому вона перестає повертати час назад.                                                     | |                 |                     |                         |
| 7 | «Навіть те, чого звідти не видно» Транслітерація: «Soko Kara ja Mienai Tokoro Made» (яп. そこからじゃ見えないところまで)                                | Казуя Фуджісіро | Масайоші Нісіда     | 14 травня 2025          |
| Такаміне вирішує відвести Шіроту на день відкритих дверей до університету Аоґаку, оскільки, якщо він має залишатися її шафою, він повинен вступити до того ж університету, що й вона. В Аоґаку вона здивована, що Шірота ще не вирішив, чим хоче займатися в майбутньому. Такаміне ставить лектору запитання про Аоґаку, а потім повертає час назад, щоб лише трохи переформулювати своє запитання. Шіроті вдається замінити її трусики посеред лекційної зали. Пізніше Такаміне зізнається, що хоча вона не проти, якщо в майбутньому вони підуть різними шляхами, їй потрібно тримати його зайнятим як свою шафу протягом їхнього останнього року в старшій школі. Наступного дня вони повертаються до школи, де Шірота розуміє, що у Такаміне поганий день. Щоб запобігти отриманню іншими здатності сприймати її перемотування часу, він швидко прикриває її груди руками. Збентежена Такаміне перемотує весь день назад. Полегшений тим, що Такаміне знову поводиться нормально, Шірота вирішує серйозно зайнятися своїм майбутнім, почавши з відвідування підготовчих курсів. Там він зустрічає жінку зі свого минулого. | |                 |                     |                         |
| 8 | «Ви обоє виглядаєте досить близькими» Транслітерація: «Naka, Mutsumajii go Yōsu de» (яп. 仲、睦まじいご様子で)                                          | Сіба Канта      | Масайоші Нісіда     | 21 травня 2025          |
| Дівчина — Еллі Еверґрін, подруга Шіроти з початкової школи. Еллі запрошує його на дитячий майданчик пограти в водяні бомбочки. Однак, коли вона намокає, стає очевидним, що вона не носить бюстгальтера. Еллі здивована, що Шірота планує вступати до коледжу з жінкою, з якою він не зустрічається, і робить висновок, що вони, мабуть, закохані одне в одного. Через чисте невезіння розлючена Такаміне раптово прибуває і кидає їм виклик. Потім Еллі запрошує її приєднатися, але Такаміне помилково приймає повітряні кульки за презервативи і вважає, що вони щойно запросили її на тріо, тому вона ляскає Шіроту. Еллі розповідає, що пам'ятає Такаміне також з початкової школи. Еллі вибачається перед Такаміне за те, що занадто наблизилася до її хлопця, що Такаміне заперечує. Еллі йде, обіцяючи побачитися з Шіротою на підготовчих курсах. Такаміне зворушена тим, що Шірота намагається вступити до коледжу разом з нею, і пропонує допомогти йому в навчанні. Коли він відмовляється, вона повертає час назад, щоб вимагати від нього прийняти її допомогу. Вона також наполягає, щоб він замінив білизну, яку вона щойно зняла. Під час навчання Такаміне усвідомлює, що Шірота настільки поганий учень, що навіть підготовчі курси можуть не допомогти йому вступити до коледжу. | |                 |                     |                         |
| 9 | «Дозволь мені це зробити!!» Транслітерація: «Watashi ni Yarasenasai!!» (яп. 私にヤらせなさい！！)                                                       | Сатосі Тоба     | Хіроюкі Фукусіма    | 28 травня 2025          |
| Такаміне, Еллі та Шірота прямують до ресторану, де працює подруга Еллі, Руріка Куросакі. Там Такаміне не дуже тонко натякає на те, що сталося раніше між нею та Шіротою в її будинку, але Еллі неправильно це інтерпретує. Такаміне та Еллі невдовзі мають приватну розмову, де остання вибачається перед першою за зближення з Шіротою, розкриваючи, що Руріка насправді її дівчина. Заспокоєна Такаміне повертається до Шіроти й наполягає, щоб вони влаштували бійку водяними бомбочками. Як покарання за поразку Такаміне вимагає, щоб Шірота злизав піт з її тіла. Зрештою, обравши її живіт, він розуміє, що активно збирається це зробити. Після цього Такаміне знаходить Шіроту знепритомнілим, тому повертає час назад. Пізніше Такаміне запрошує його до парку розваг. Однак під час прогулянки вона постійно повертає час назад з різних причин. Шірота зрештою шокований, коли помічає, що в якийсь момент вона сама одягла свої трусики. Вона зізнається, що поїздка мала бути його винагородою за підготовчі курси, але він замість цього постійно робив день веселим для неї. Коли Шірота розкриває, що він спланував усе заздалегідь саме з цієї причини, Такаміне таємно щаслива.                                                                                                   | |                 |                     |                         |
| 10 | «Пройшов дощ і Шірота завмер» Транслітерація: «Amefuri tte Shirota Katamaru» (яп. 雨降って白田固まる)                                                   | Аой Шінго       | Масае Накаяма       | 4 червня 2025           |
| Під час дощу Шірота помічає, що Такаміне використовує свою парасольку, щоб приховати від сторонніх очей заміну білизни. Він турбується, що їй буде холодно, але вона наполягає, що все гаразд. Такаміне несподівано просить його бути її «хлопцем» на день, щоб вона могла навчитися поводитися на майбутніх побаченнях. Такаміне заводить його до кінотеатру, де він має спробувати вкрасти її перший поцілунок. Шірота намагається це зробити, але злякано застигає. Такаміне дратується і кілька разів повертає час назад, щоб змусити його спробувати знову. Шірота випадково хапає Такаміне за груди, що вона використовує як привід для того, щоб переміститися до нього. Того дня, коли Шірота має піти до підготовчої школи, він забуває свій підручник, тому повертається додому. Він бачить, як Такаміне переодягається, і зауважує, що вона не носить нижньої білизни. Такаміне визнає, що вона не носить білизну, коли вдома сама. Шірота помічає, що вона виглядає самотньою. Вона просить його піти раніше, оскільки вона «відчуває себе погано». Коли Шірота йде, Такаміне знімає свою білизну і повертає час назад. | |                 |                     |                         |
| 11 | «Я дам тобі можливість потренуватися» Транслітерація: «Yokō Enshū o sa Sete Ageru wa» (яп. 予行演習をさせてあげるわ)                                    | Дайске Сімамура | Дайске Сімамура     | 11 червня 2025          |
| Оджі з величезним відривом отримує роль принца. Шіроті натомість дістається роль охоронця принца. За день до вистави клас розпочинає фінальні приготування. Такаміне використовує свою силу після кількох невдалих випадків, що трапляються із Шіротою під час роботи над декораціями. Потім її просять допомогти, перш ніж вона встигає належним чином одягнути трусики. На щастя, їй вдається поправити їх так, що ніхто не помічає. Того ж вечора Такаміне намагається зізнатися у своїх почуттях Шіроті, коли вони залишаються наодинці на даху. Однак, коли вона чхає, він неправильно розуміє ситуацію. Наступного дня вони заходять до будинку з привидами, де налякана Такаміне двічі використовує свою силу, а потім заплутується. Це змушує Шіроту швидко імпровізувати, аби ніхто інший не побачив її оголене тіло. Повернувшись до класу, вони дізнаються, що Оджі ще не прийшов. Саме в цей момент з'являється він і розповідає, що його травмувала вантажівка. У результаті Такаміне змушує Шіроту замінити Оджі. | |                 |                     |                         |
| 12 | «Дивись тільки на мене» Транслітерація: «Watashi Dake o Minasai» (яп. 私だけをみなさい)                                                                 | JOL-chan        | Хідейо Ямамото      | 18 червня 2025          |
| Вистава починається з Такамине на сцені, поки Шірота нервово читає свої репліки. Коли нарешті настає його черга, він сильно панікує, що змушує Такамине використати свою силу. За кулісами вона радить йому не турбуватися ні про кого іншого і дивитися лише на неї. Її слова допомагають Шіроті подолати свої проблеми. Під час сольного виступу Шірота одягає трусики на Такамине завдяки довжині її сукні, так що ніхто не бачить, що він робить. Коли вони досягають кульмінації, раптово з'являється Оуджі і починає розповідь про те, що він справжній принц, змушуючи всіх імпровізувати. Шірота незабаром розуміє, що єдина причина, чому Оуджі хоче бути принцом, — це егоїстичне бажання торкнутися ніг Такамине. Коли він клянеться, що зробить її щасливою, щаслива Такамине цілує його. Після цього вистава вважається успішною. Тієї ночі Такамине використовує свою силу, коли Шірота неправильно вгадує, чому вона його поцілувала. Після того, як він одягає на неї ще одну пару трусиків, Шірота сподівається, що їхні стосунки триватимуть. | |                 |                     |                         |

## Сприйняття
Ребекка Сілверман з Anime News Network оцінила перший том манґи на 2 з 5 зірок, критикуючи сценарій за часом злісний характер, але в іншому їй сподобався абсурдний фактор і фансервісне оформлення. Лінзі Лаверідж оцінила його як «Ні, дякую», особливо з умовою вимагання: «Я можу отримати фансервіс із сексуальними леді всіх мастей без зайвого багажу цього лайна.»
У червні 2021 року «Please Put Them On, Takamine-san» була номінована на сьому премію Next Manga Award у категорії «Найкраща друкована манґа».

## Нотатки
1. 1 2  Інформація про виробничий персонал взята з фінальних титрів кожного епізоду.